# I’m Your Man
I'm Your Man – ósmy album studyjny Leonarda Cohena, wydany w lutym 1988 (rok później ukazało się licencyjne wydanie Polskich Nagrań SX 2704). Na tym albumie dominują nowoczesne brzmienia, wykonywane przede wszystkim na syntezatorach, dlatego styl większości piosenek przypomina synth pop. Każda piosenka na tym albumie kończy się przez wyciszanie.
Piosenka "Everybody Knows" jest pierwszym utworem, który został napisany z pomocą Sharon Robinson, która pracowała z nim później, zwłaszcza podczas nagrywania Ten New Songs w 2001 roku.
Album stał się srebrny w Wielkiej Brytanii i złoty w Kanadzie.
Album zajął 51. miejsce na liście stu najlepszych płyt lat 80., wydanej przez Pitchfork Media.

## Lista utworów
1. "First We Take Manhattan" – 6:01
2. "Ain’t No Cure for Love" – 4:50
3. "Everybody Knows" – 5:36
4. "I’m Your Man" – 4:28
5. "Take This Waltz" – 5:59
6. "Jazz Police" – 3:53
7. "I Can’t Forget" – 4:28
8. "Tower of Song" – 5:37

## Twórcy
- Leonard Cohen – śpiew, syntezator
- Jude Johnson – śpiew
- Anjani Thomas – śpiew
- Jennifer Warnes – śpiew
- Mayel Assouly – chórki
- Elisabeth Valletti – chórki
- Evelyine Hebey – chórki
- Jeff Fisher – syntezator
- Bob Stanley – gitara
- Sneaky Pete Kleinow – gitara stalowa
- Peter Kisilenko – bas
- Tom Brechtlein – perkusja
- Vinnie Colaiuta – perkusja
- Lenny Castro – perkusja
- Michel Robidoux – perkusja, syntezator
- John Bilezikijan – lutnia oud
- Richard Beaudet – saksofon
- Raffi Hakopian – skrzypce